# セクシュアリティ・ムルデカ
セクシュアリティ・ムルデカ（Seksualiti Merdeka）は、マレーシアのクアラルンプールで2008年から2011年まで開催されていた、セクシュアリティの権利についてのイベントである。「セクシュアリティ・ムルデカ」とは、「セクシュアリティの独立・自立」、また「自立的なセクシュアリティ」といった意味であり、特にLGBTを始めとする性的少数者の自由・権利を訴えるために開催されていた。マレーシアで初めてのセクシュアリティの権利についての大規模な祭典であったとされる。

## 背景
マレーシアは男性同士・女性同士の同性愛が犯罪とされるなど、国際的に見て性的少数者の人々が厳しい政治・社会的環境に置かれている。マレーシアには、イギリスの被植民地であった時期から引き継がれた「自然の摂理に反する性交渉」を罰する刑法337条が存在し、同性愛・両性愛を禁止している。また、国民の6割を占めるムスリムに適用されるシャリーアが各州で立法化されており、同性愛や異性装が処罰の対象となる。
マレーシアにおいてアイデンテイティをめぐる規制が強化されていくのは、1980-1990年代のことである。その背景には、多数派民族であるムスリムのマレー人から支持を得るため、より「イスラーム的」と見られる政策が採られるようになったことがある。また、当時のマハティール首相のルックイースト政策によって「アジア的価値論」の言説が唱えられるようになると、同性愛は欧米の個人主義・快楽主義・物質主義に由来する社会的病理の一つであるとして非難されるようになった。
1982年に国家ファトワー委員会の主導で性別適合手術が禁止され、さらに同時期に男性が女性の服装をすることも禁じられ、同性愛や異性愛を罰するシャリーア刑法が各州に導入された。1994年には、マレーシア国営放送は異性装者やゲイが番組に登場することを禁止した。1998年には、マハティールの後継者と目されていたアンワル・イブラヒムが、同性愛を理由に逮捕され、ソドミー裁判にかけられた。
こうした政府や社会の動きに対して、批判の声も上がっていた。1987年にはMTFのトランスジェンダーによって「連邦直轄領マッニャ連盟」(Persatuan Mak Nyak Wilayah Persektuan)が組織された。アンワル逮捕の翌年には、女性組織が労働組合などの34団体とともに「変革のための女性アジェンダ」を発表し、女性の権利拡大の要求とともに、同性愛への差別禁止、セックスワーカーの権利保障などを要求した。この頃には、オンライン上でのレズビアン・コミュニティが活性化し、クアラルンプールでのゲイバーなどの「クルージング・スポット」が増加するなど、LGBTコミュニティの活性化も見られた。

## セクシュアリティ・ムルデカの開催

### 開催まで
セクシュアリティ・ムルデカは、アート・プログラマーのパン・キーテックと、シンガーソングライターのジェローム・クガンが創立した。パンとジェロームは、以前からLGBTの運動に従事しており、2003年には、シャノン・シャー、タン・ベン・フイ、ジャック・SM・キーらとともに、マレーシアの政府やメディアによるLGBTへの暴力や差別の停止を求める覚書を、連名でマレーシア人権委員会に提出したことがあった。
2008年、シンガポールのプライド・フェスティバルである「IndigNation」の共同創立者であるクラレンス・シングハムは、パンに協力し、IndigNationでマレーシアのプログラムを企画した。そこでパンは「失恋のヒーロー：四人のマレーシア人が愛・喪失・人生を生き抜くこととシンガポールのホステル」という企画を行い、パン、ジェローム、ジャック・SM・キー、歴史家のファリッシュ・Ａとともに彼らのオリジナルの書き物を読んだ。
この経験がパンとジェロームを奮起させ、両者は自分たちのアート・スペースの中で似たイベントを開催するため、セントラル・マーケットのアネックス・ギャラリーで活動し始めた。もともとこの画廊は、検閲反対のイベントが行われるなど、左派知識人の拠点となっており、映画『ラスト・コミュニスト』（Lelaki Komunis terakhir）の監督のアミール・ムハンマドや、1970年代のマラヤ大学の学生運動においてアンワル・イブラヒムの同志であったヒシャムディン・ライスらが活動していた。

### 2008年のセクシュアリティ・ムルデカ
最初のセクシュアリティ・ムルデカは2008年の8月、マレーシアの独立記念日と同時期に開催され、400–500人を集めた。このイベントでは、ジョグジャカルタ原則が強調され、その活動は国際的、普遍的な人権規範の枠組みが用いられ、LGBTコミュニティの外とも共通する問題を提示しようとした。また非党派的なイベントであった。
イベントの内容は、アート作品の展示、講演、ワークショップ、フィルム上演などがあり、LGBTの自由・独立・権利を求め、祝福するものであった。なお、このイベントの司会を務めたのは、マハティール元首相の娘で、人権擁護・エイズ啓発の活動家であるマリナ・マハティールである。
このうち、マレー文化研究者であるファリッシュ・ノールの講演では、「アジア的貞淑」の観念が、実は植民地化によってピューリタン風の保守的な家族観が西洋から持ち込まれたものであるとし、男女を跨ぐ性の多様な在り方は、古典マレー文学を紐解くと当たり前に存在し、善悪の判断の対象ではなかったと述べられた。また、ブースにはアンクルの選挙区から来た人がアンクルの著作や、自由映画コンクールのビラ、ボルネオ島の少数民族やオラン・アスリの権利についてのブックレット、植民地時代の政治に批判的な著作が並んでいた。

### 2009年のセクシュアリティ・ムルデカ
2009年のスローガンは「私たちの身体、私たちの権利」（Our Bodies, Our Rights）で、プライバシーやモラルの取り締まり、人権問題などに焦点が当てられた。このイベントのコンテンツの一つには、「道徳についての警察は正当化されるのか?」と題した討論会があった。

### 2010年のセクシュアリティ・ムルデカ
2010年のスローガンは「私たちは家族だ！」（We are family!）で、異性愛者だけで構成されているとみなされやすい「家族」の意味を広げ、マレーシアにおける家族やセクシュアリティの多様性を主張する意図があった。ゲイ・アンセムとして知られるシスター・スレッジの歌唱といったイベントがあった。
2010年、ダン・サヴェージが提唱した「It Gets Better Project」に呼応し、マレーシアでも、セクシュアリティ・ムルデカの支援の下で華人やマレー人のゲイによってカミングアウトの動画が公開された。この際、宗教組織が政府に動画を公開したマレー人の逮捕を要求する、マレー語の新聞がビデオへの非難の記事や投書を掲載するといったことがあり、セクシュアリティ・ムルデカはビデオを取り下げざるを得なかった。

### 2011年のセクシュアリティ・ムルデカ
2011年には、11月に警察によってセクシュアリティ・ムルデカの開催中止の命令が出された。警察は、宗教組織や市民社会組織の告発を受け、治安を脅かすとされる活動や社会に不調和や悪意をもたらすとされる活動に適用される「警察法27A条1項1号」と「刑法298A条」に基づき、中止を命令した。
中止命令の背景にあったとされるのは、セクシュアリティ・ムルデカがアンビガ・スリーネヴァサンを講演に招待したことである。当時アンビガは、選挙制度の改革を求める「ブルシ2.0運動」の代表として活動していた。パンは、LGBTの人権を勝ち取るためには、他の市民社会組織や社会運動とも協力関係を築き、LGBTが社会や政治の全体的改革にも関わっていくべきという認識をもっており、アンビガに講演を依頼したが、これが政治や政府寄りの市民社会組織・宗教組織に警戒感を与え、ブルシ2.0運動とセクシュアリティ・ムルデカの両方を攻撃する材料を与えた面があった。
その後、セクシュアリティ・ムルデカは裁判を通じて中止命令を撤回させようとしたが、成功していない。